# 랜디 잭슨 (1956년)
랜들 데리어스 잭슨(영어: Randall Darius Jackson, 1956년 6월 23일~)은 미국의 음악가, 음악 프로듀서, 베이시스트이다. America 's Best Dance Crew의 프로듀서, TV 프로그램 아메리칸 아이돌의 심사 위원으로도 유명하다.